# マリア・デ・パディーリャ
マリア・デ・パディーリャ（María de Padilla, 1334年 - 1361年）は、カスティーリャ王ペドロ1世の愛妾。ペドロ1世はマリアを最も愛し、一方で王妃ブランカ・デ・ボルボンを幽閉していたため、マリアが実質的な王妃であった。青池保子の漫画『アルカサル-王城-』の影響もあり、マリア・デ・パデリアの表記も広く用いられる。また、カスティーリャ語では「マリーア・デ・パディージャ」のようにも発音される。

## 生涯

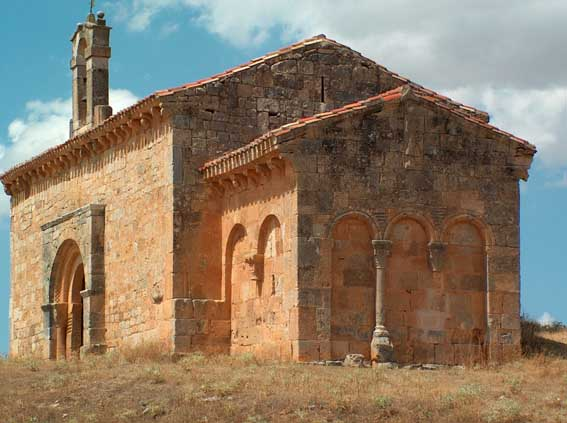
ユソのパディーリャ教会

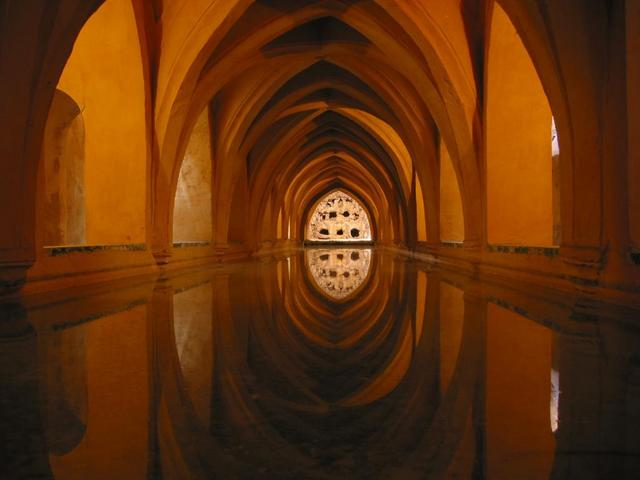
マリア・デ・パディーリャの浴槽

アストゥディージョ（現パレンシア県の自治体）で生まれた。生家パディーリャ家は、ブルゴスのパディーリャ・デ・アバホ家、パディーリャ・デ・ユソ家の流れをくみ、カストロヘリス（現ブルゴス県の自治体）の代官位にあった。
ペドロ1世は、アストゥリアスで反乱を起こした庶兄エンリケ・デ・トラスタマラ（のちのエンリケ2世）の征伐時にマリアを見知ったとされる。その時から、マリアはペドロ1世の愛妾となり、結婚を超えた彼の熱愛の対象となった。彼女の生涯について多くはわかっていないが、心根が優しい女性で、ペドロ1世に反抗したり王権に刃向かったため処罰されようとしていた貴族の取りなしをした、と主張する人もいるが定かではない。
1353年、バリャドリッドでペドロ1世はブルボン公ピエール1世の娘ブランシュ（ブランカ）と結婚した。しかしこの結婚は、王の寵臣フアン・アフォンソ・デ・アルブルケルケと王太后マリア・デ・ポルトゥガルが画策した政略結婚で、既にマリア・デ・パディーリャを愛妾にしていたペドロが望んだものではなかった。結婚式の3日後、ペドロ1世は新妻を捨てた（異母兄ファドリケがバリャドリッドまでブランカを案内したことで2人の仲が疑われたこと、約束された持参金が支払われなかったことが理由として知られる）。ペドロ1世がマリアの元へ向かったとき、2人の間には既に第1子ベアトリスが生まれていた。
ペドロ1世は、ブランカをメディナ＝シドニアにいる王太后の元へ移した。この2人は、王権に反抗する勢力に利用されてしまう。アルフォンソ11世の愛妾レオノールが生んだ庶子たち、エンリケ、ファドリケ、テリョ、そして不同意の結婚を勧めたことから王の不興を買ったアルブルケルケが、王の最大の敵となった。そして、王母マリアまでもが彼らに与した。
ペドロ1世は、小貴族（マリア・デ・パディーリャの一族出身である、王の新たな寵臣フアン・デ・イネストロサも含む）、自治都市のブルジョワ、ユダヤ人共同体から支持を受けるようになった。対してエンリケは、大貴族やアラゴン王ペドロ4世から支持を受けた。そして平地の都市住民もトラスタマラ側についた。
もはやカスティーリャ国民は捨てられたブランカを憐れむだけでなく、彼女を捕らえようと動き出した。ナルボンヌ伯やその他のフランス騎士たちが王妃を伴い、反国王派に就いた。そしてブランカの守護者たるローマ教皇は、一国の国王が妻を捨てるという醜聞を終わらせたがっていた。既に1353年、王に対する警告がなされたが、彼は無視するか承諾しなかった。教皇インノケンティウス6世は、カスティーリャ王の振る舞いを見て、さらに効果的な後押しをした。愛妾マリア・デ・パディーリャを遠ざけ王妃ブランカと生活しなければ破門に処すという脅しである。この警告に従い、王はバリャドリッドへ向かい王妃ブランカと過ごしたが、それはたった2日間だけだった。
1354年サモーラで、50人の武装した随行員に囲まれたペドロ1世は、ブランカの寵臣（トラスタマラ側）との間でテハディージョの会見に臨んだ。また同年、ペドロ1世はディエゴ・デ・アーロの未亡人フアナ・デ・カストロとの結婚のために、ブランカとの結婚無効を強制した（結婚無効、そして結婚の申請はどちらも許可されなかった。フアナはすぐにペドロに捨てられた）。彼は一握りの寵臣と共にトロ（現サモラ県の自治体）に閉じ込められたが、ユダヤ人財務官サムエル・レビの手引きで脱走に成功した。

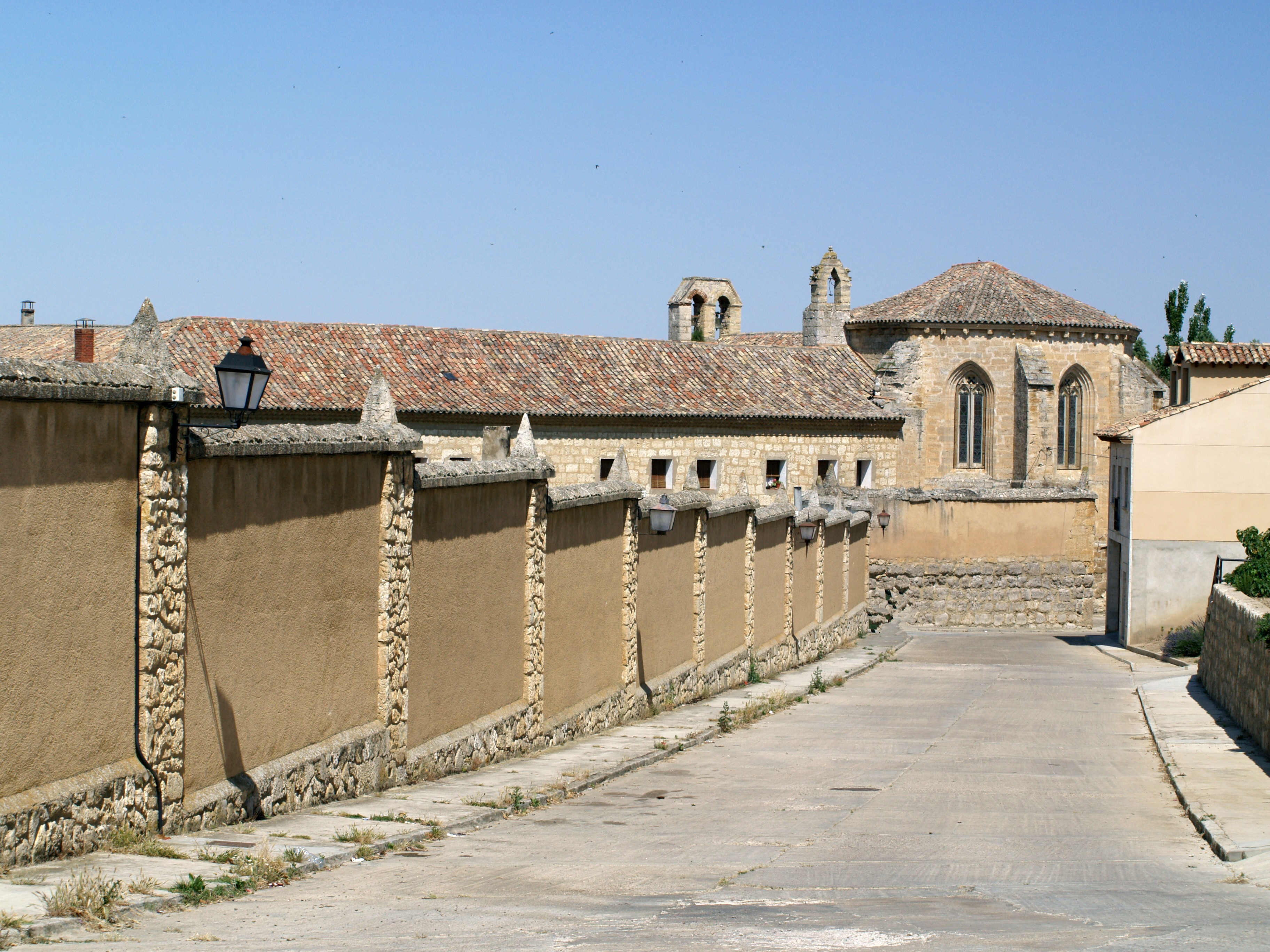
アストゥディージョのサンタ・クララ修道院

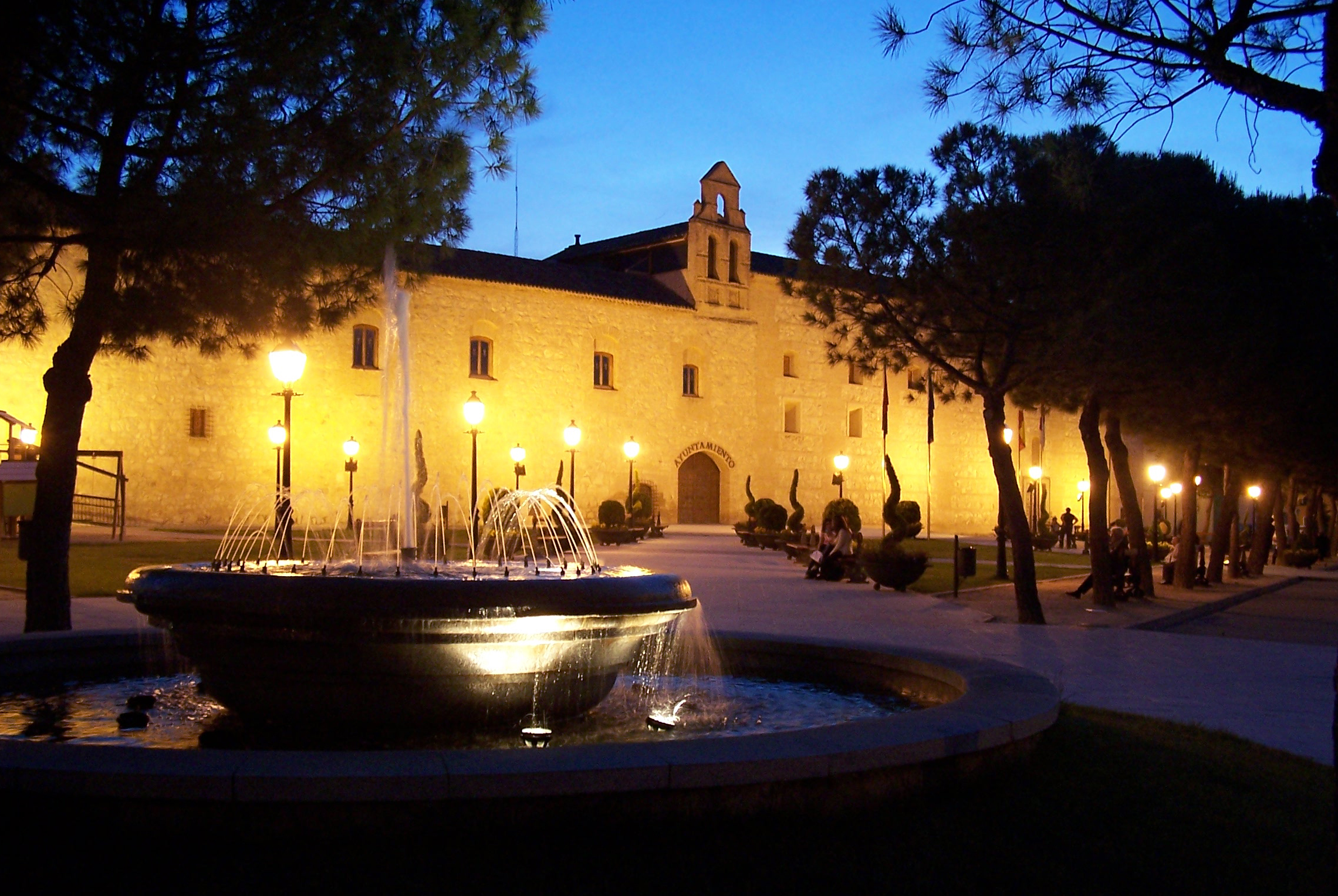
トリホスのペドロ1世宮殿

王が身柄を拘束されている間に、マリア・デ・パディーリャは第2子のコンスタンサ（コンスタンシアとも）をカストロヘリスで生んだ。王に代わってマリアは、自身が支援するシトー会の尼僧のための修道院設立の許可を教皇に申請し、申請の手紙の中で彼女は尼僧になることをほのめかした。フアナを捨ててペドロがマリアの元へ戻ってきたため、マリアは修道院に入らなかった。
1355年、マリアは第3子のイサベルを生んだ。同年、フアナ・デ・カストロの生んだ庶子フアンがサモラの要塞に幽閉された（1386年、エンリケ2世とランカスター公ジョン・オブ・ゴーントが和平を結んだとき、この条約の保証としてフアンはランカスター公側の人質となった）。マリアの生んだ子供たちより王位継承権が勝るとされないよう、彼の存在が忘れられる必要があったのである。
1356年、反国王派を打ち負かしたペドロ1世は、ブランカをアレバロへ移し、その後トレドへ移した。マリアはトルデシリャスで第4子のアルフォンソを生んだ。
1361年、ペドロ1世はブランカをメディナ＝シドニア、そしてヘレス・デ・ラ・フロンテーラへ移した。そこで彼は、マリアを王妃にするためにブランカを殺害するよう命じたとされる。しかし、マリアはセビーリャのアルカサルで急逝した。同時代の年代記によれば、死因はペストであったとされる。彼女は、自身が設立したアストゥディージョのサンタ・クララ修道院に埋葬された。ペドロ1世は最愛の女性の死に涙し、打ちひしがれたという。1年後、セビーリャで行われたコルテスで貴族らを前にペドロ1世は、マリア・デ・パディーリャを唯一、そして正当のカスティーリャ王妃と宣言した。トレド大司教は、2度の王の結婚の無効を表明した。コルテスでは、マリアを王妃として認知すること、マリアの子供たちが嫡出子であることが好意的に批准された。マリアの棺はセビーリャ大聖堂の王家の礼拝堂（のちにペドロ1世、アルフォンソ王子も同様に埋葬された）へ移された。
セビーリャのアルカサルの地下には、「マリア・デ・パディーリャの浴槽」と呼ばれる雨水タンクがある。

## 子孫
- ベアトリス（1353年 - 1369年） - トルデシリャスのサンタ・クララ王立修道院に埋葬された。
- コンスタンサ（1354年 - 1394年） - ランカスター公ジョン・オブ・ゴーント妃。カスティーリャ王エンリケ3世妃カタリナの母。
- イサベル（1355年 - 1393年） - ヨーク公エドマンド・オブ・ラングリー妃。
- アルフォンソ（1359年 - 1362年）

1362年、ペドロ1世はアルフォンソを正当な王位継承者と宣言し、アラゴン王ペドロ4世の王女との結婚を交渉していたが、アルフォンソが夭折したことから交渉は立ち消えとなった。
マリアの生んだ3人の王女たちの生涯は違ったものとなった。ベアトリスは修道会に入り尼僧となった。コンスタンサはランカスター公ジョン・オブ・ゴーントと結婚し、イサベルはランカスター公の弟であるヨーク公エドマンドと結婚した。コンスタンサとイサベルはカスティーリャの正当な王位継承者と見なされていたことから、この結婚によってカスティーリャ王位継承権はランカスター家とヨーク家が相続したものとされた。
1388年、カスティーリャ王子エンリケ（のちのエンリケ3世）とランカスター公女キャサリン（カタリナ）の結婚により、ペドロ1世とエンリケ・デ・トラスタマラの争いに終止符が打たれた。バイヨンヌでの同意により、エンリケにはアストゥリアス公位が授けられた（イングランド王継承予定者へ与えられるプリンス・オブ・ウェールズをまねたものとされる）。アルフォンソ11世の2つの家系が1つになったことを示すこの公位は、現在もスペインの王位継承予定者に与えられる称号である。当時は現在のような儀礼称号ではなく、実際にアストゥリアスの領主でもあった。アストゥリアス公を単なる儀礼称号へ変えたのは、カトリック両王の時代である。

## 史跡

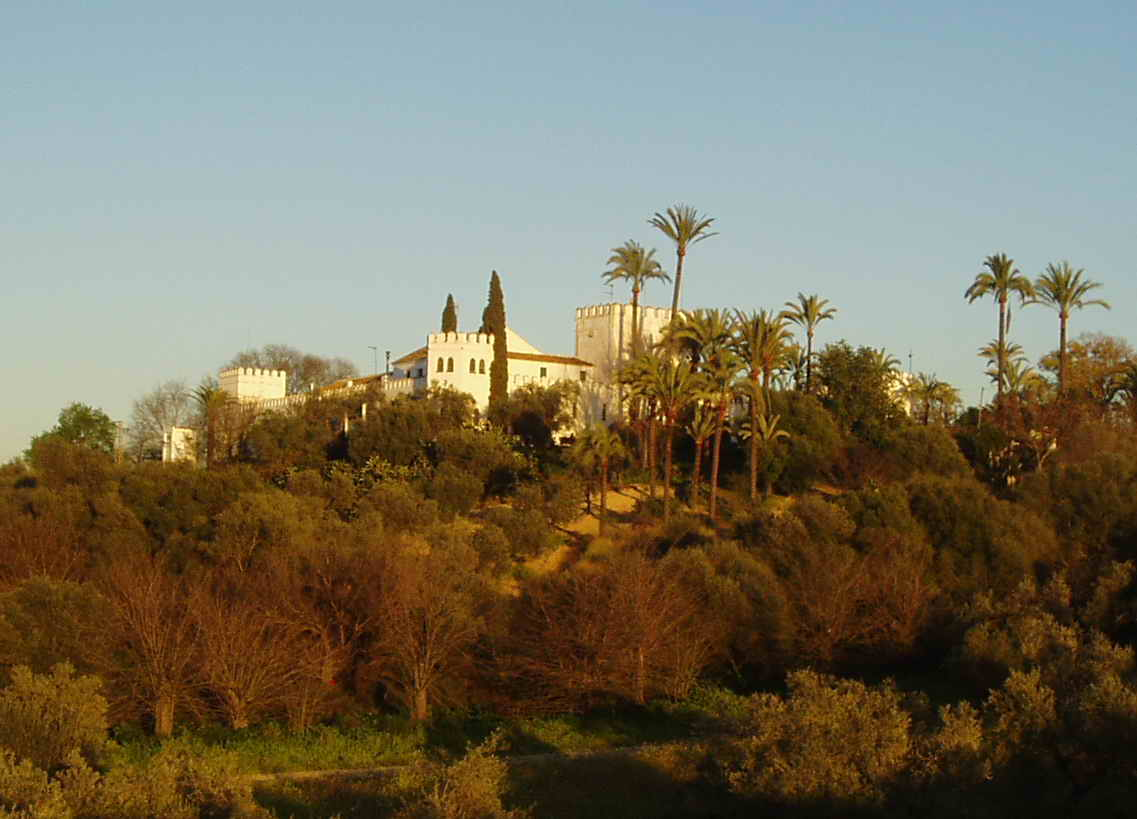
ドス・エルマーナスのドニャ・マリアの塔

- ドニャ・マリアの塔（セビーリャ県ドス・エルマーナス） - 元はイスラム支配時代のアラブ人別荘にあった建物。言い伝えによれば、ペドロ1世がマリアにちなんで名付けたとされる。
- サンタ・クララ修道院と付属宮殿（パレンシア県アストゥディージョ） - マリアが創設した修道院（モリスコ様式とゴシック様式）。宮殿は現在博物館になっている。
- ペドロ1世宮殿（トレド県トリホス） - マリアが長女ベアトリスを生んだ地。ペドロ1世は宮殿を建ててマリアに与えた。現在はトリホス市役所の所有。